# Everybody in the Place
Everybody in the Place – tytuł utworu i trzeci singel brytyjskiej formacji The Prodigy. Singel został wydany 30 grudnia 1991 r. i po paru tygodniach dotarł do 2. miejsca na liście najlepiej sprzedających się singli w Wielkiej Brytanii. Pierwsze wydanie tego singla na CD miało 5 utworów i zostało szybko wycofane ze sprzedaży - zastąpiono je wersją 4-utworową.

## Lista utworów

### Płyta 7"
A. "Everybody in the Place" (Fairground Edit) (3:49)
B. "G-Force" (Energy Flow) (4:41)

### Płyta 12"
A1. "Everybody in the Place" (Fairground Remix) (5:08)
A2. "Crazy Man" (Original Version) (4:01)
B1. "G-Force" (Energy Flow) (Original Version) (5:18)
B2. "Rip up the Sound System" (Original Version) (4:04)

### CD single

#### XLS-26CD (wycofany)
1. "Everybody in the Place" (Fairground Edit) (3:51)
2. "G-Force" (Energy Flow) (5:18)
3. "Crazy Man" (4:01)
4. "Rip up the Sound System" (4:04)
5. "Everybody in the Place" (Fairground Remix) (5:08)

#### XLS-26CD2
1. "Everybody in the Place" (Fairground Edit) (3:51)
2. "G-Force" (Energy Flow) (5:18)
3. "Crazy Man" (4:01)
4. "Everybody in the Place" (Fairground remix) (5:08)